# حاتمة خطية

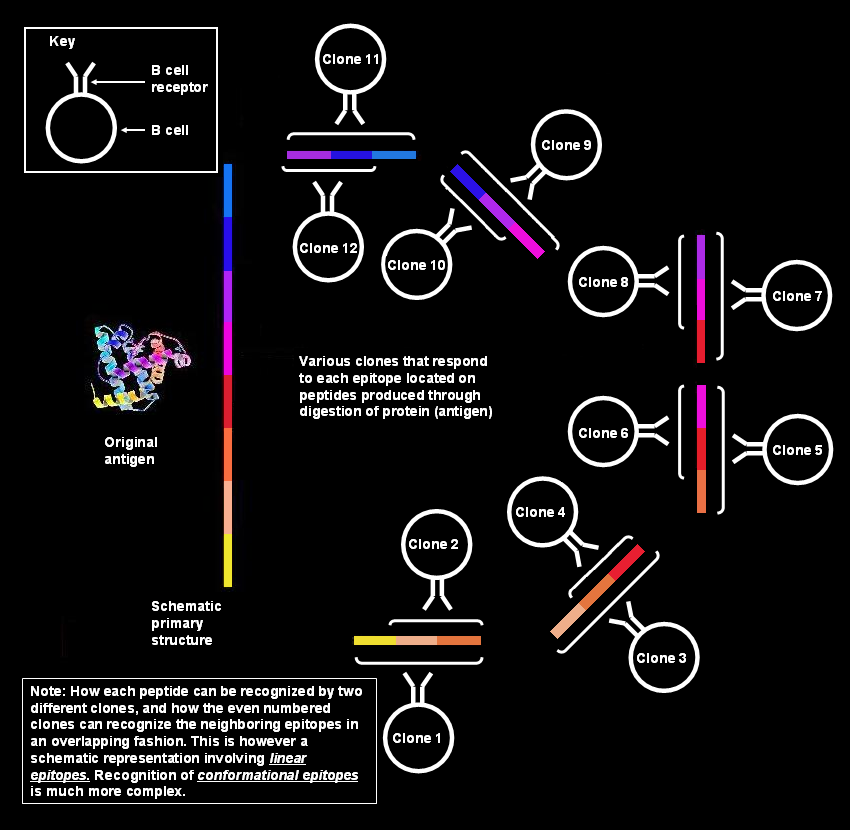
عملية التعرف على الحواتم بطريقة خطية. ملاحظة: نفس الجزء (ملون) من البروتين يمكن أن تكون جزءا من أكثر من واحد من الحواتم

الحاتمة الخطية أو الحاتمة المتتابعة (بالإنجليزية: Linear epitope)‏ هي حاتمة يتم التعرف إليها من قبل الأجسام المضادة من خلال التسلسل الخطي للأحماض الأمينية الخاص بها أو التركيب أو البناء الأولي. في المقابل، فإن معظم الأجسام المضادة تقوم بالتعرف على الحواتم الهيئية التي لها شكل ثلاثي الأبعاد وبنية البروتين محددة.